# سي. دي. بي. بريان
سي. دي. بي. بريان (بالإنجليزية: C. D. B. Bryan)‏ (22 أبريل 1936، نيويورك في الولايات المتحدة - 15 ديسمبر 2009، غويلفورد في الولايات المتحدة)؛ كاتب، صحفي وروائي أمريكي. درس في جامعة ييل.

## روابط خارجية
- سي. دي. بي. بريان على موقع IMDb (الإنجليزية)